# Shepsemiounou
Shepsemiounou, prince d'Égypte et l'un des tout derniers fils de Ramsès II.
Shepsemiounou figure aux derniers rangs des fils de Ramsès II. Son nom figure sur des blocs de pierre provenant du Ramesséum, par suite réutilisés à Médinet Habou.
Son existence n'est pas ou peu connue.